# ربيع الطفولة
ربيع الطفولة مسلسل رسوم متحركة كندي عرض لأول مره في 2 سبتمبر 1991 واستمر عرضه حتى 25 ديسمبر 1992 . تمت دبلجة المسلسل للغة العربية بواسطة استديوهات النجم الساطع في بيروت - لبنان .

## روابط خارجية
- ربيع الطفولة على موقع IMDb (الإنجليزية)
- ربيع الطفولة على موقع قاعدة بيانات الفيلم (الإنجليزية)
- (بالألمانية)

```
A Bunch of Munsch 
(Irre Kinderei)
 at fernsehserien.de
```